# Protaminy
Protaminy – zasadowe białka o niskiej masie cząsteczkowej, które zawierają argininę i występują w połączeniu z DNA plemników niektórych ssaków (w tym człowieka). W plemnikach histony ulegają wymianie na protaminy podczas kondensacji jądra tych komórek. Ostateczne wbudowanie protamin do chromatyny plemnika jest poprzedzone ich defosforylacją. Ponieważ protaminy są bardziej zasadowe od histonów są w stanie ciaśniej wiązać się z DNA co umożliwia skuteczniejsze upakowanie materiału genetycznego a zatem możliwość zmniejszenia rozmiarów jądra.
W organizmie człowieka nie podlegają trawieniu żołądkowemu. Silna kationowość protamin sprawia, że osłabiają ona łączenie się heparyny z antytrombiną III i przez to zmniejszają działanie antykoagulacyjne heparyny.

## Zastosowanie
Po zmieszaniu z insuliną, protaminy spowalniają początek działania insuliny i wydłużają okres działania.
Siarczan protaminy jest antidotum na heparynę.